# Grande symphonie funèbre et triomphale
La Grande symphonie funèbre et triomphale  Op. 15, è la quarta ed ultima sinfonia del compositore francese Hector Berlioz, la cui prima esecuzione avvenne il 28 luglio 1840 a Parigi. 

## L'opera
La sinfonia venne commissionata del governo francese che voleva celebrare il decimo anniversario della Rivoluzione di luglio, che aveva portato al potere Luigi Filippo I, con la costruzione della Colonna di luglio in Place de la Bastille a Parigi. Berlioz aveva poca simpatia per il regime, ma accettò l'incarico di scrivere l'opera che gli fruttò la somma di 10.000 franchi e gli permise di tornare allo stile delle feste di musica all'aperto della Rivoluzione francese degli anni 1790 e, a differenza di altre sue opere sinfoniche, mostrò poco l'influenza di Beethoven. In realtà, si ritiene che gran parte del lavoro si basi su materiale che era stato composto molto prima, come la mai rappresentata Fête musicale funèbre del 1835.
La sinfonia fu inizialmente scritta per una banda militare di 200 elementi che doveva accompagnare la sfilata che avrebbe dovuto trasportare le bare di coloro che erano morti combattendo nella rivoluzione del 1830 verso la sepoltura sotto una colonna commemorativa che era stata costruita sul sito della Bastiglia. Il giorno della sfilata, poco poté essere udito a causa della folla urlante che si accalcava lungo la strada. Tuttavia, il lavoro era stato un tale successo al momento della prova generale che vennero date due esecuzioni nel mese di agosto. La composizione divenne una delle opere più popolari del compositore durante la sua vita. Berlioz rivide il lavoro nel 1842, con l'aggiunta di archi e di coro finale su parole di Antony Deschamps.
La sinfonia è in tre movimenti (gli ultimi due vengono eseguiti assieme):
1. Marche funèbre Per opinione generale, il movimento di maggior successo. La gestione di Berlioz degli strumenti a fiato è stata particolarmente apprezzata da Richard Wagner.
2. Oraison funèbre Berlioz riutilizzò un'aria dal III atto della sua opera Les francs-juges, sostituendo la voce con un trombone.
3. Apothéose Marcia trionfale in Si♭ maggiore.

## Organico
La sinfonia è strumentata per banda militare di fiati e percussioni con archi e coro ad libitum:
- legni: 4 ottavini, 5 flauti, 5 oboi, 5 clarinetti piccoli in Mi♭, 26 clarinetti in Si♭, 2 clarinetti bassi, 8 fagotti, controfagotto;
- ottoni: 12 corni, 8 trombe, 4 cornette, 10 tromboni, trombone basso, 6 oficleidi (tube);
- timpani (8 esecutori), percussioni (3 esecutori):
  - due gruppi di 4 tamburi (coperti all'inizio, non coperti nell'ultimo movimento) a un lato dell'orchestra;
  - tre paia di piatti;
  - grancassa;
  - cappello chinese solo nell'ultimo movimento;
- archi ad libitum: 20 violini I, 20 violini II, 15 viole, 15 violoncelli, 10 contrabbassi;
- coro ad libitum.

## Registrazioni
- Berlioz: Requiem & Grande symphonie funèbre et triomphale:   John Alldis Choir, London Symphony Orchestra, diretta da sir Colin Davis (Philips)